# Крещение Новгорода

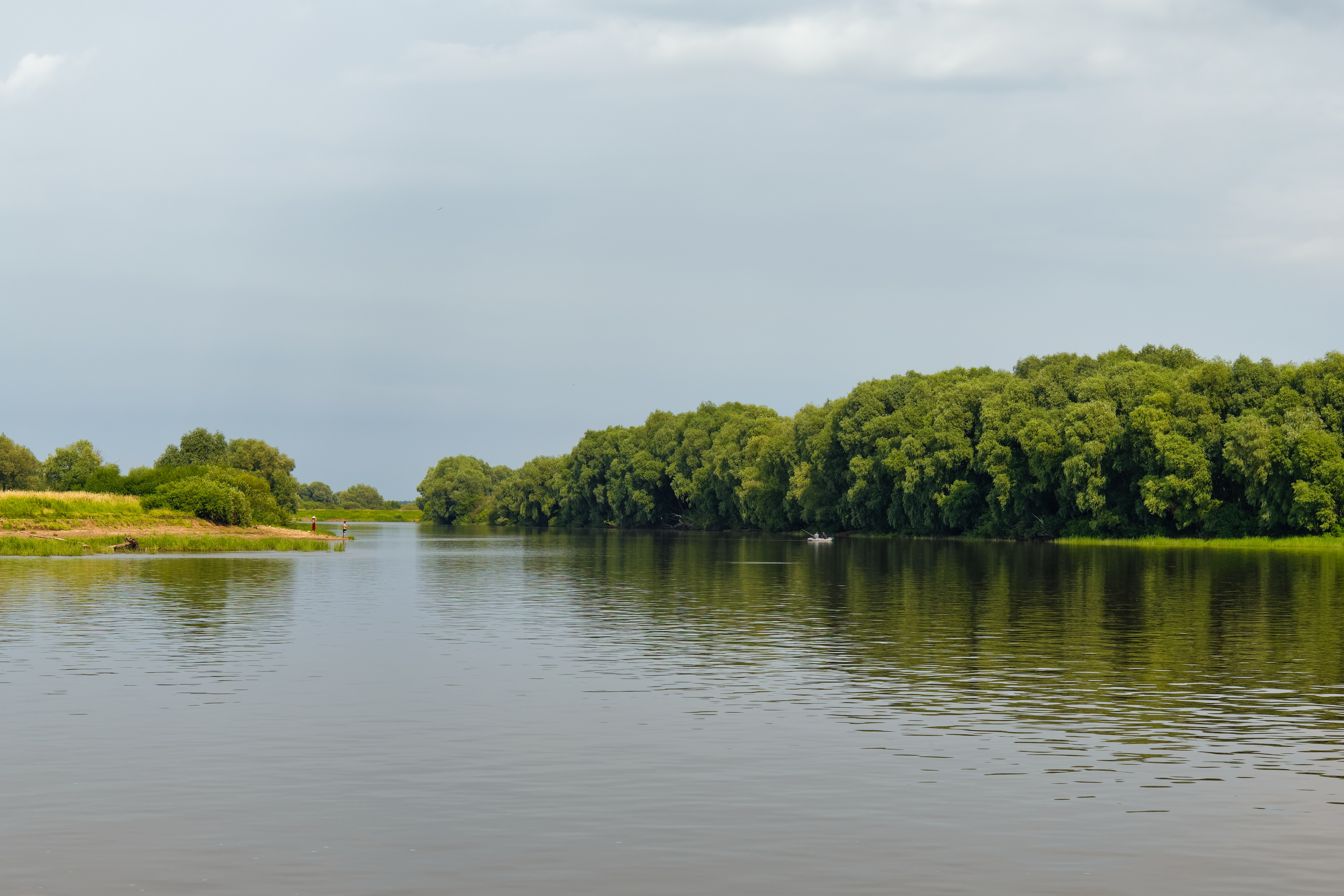
Река Волхов, в водах которой произошло крещение новгородцев

Креще́ние Но́вгорода — введение в Великом Новгороде христианства как государственной религии, осуществлённое князем Владимиром Святославичем в 990—991 годах.
«Повесть временных лет» о крещении Новгорода не сообщает. Другие ранние русские летописи также не сообщают подробностей об этом событии. Летописные своды XV века упоминают Иоакима Корсунянина в качестве первого епископа, поставленного Владимиром.
Большинство сведений о крещении Новгорода получено из Иоакимовской летописи, известной в передаче историка XVIII века Василия Татищева, и Никоновской летописи XVI века, достоверность сведений которых ставится под сомнение рядом учёных, но, по мнению ряда других учёных, подтверждается некоторыми археологическими данными. Версия Иоакимовской летописи о крещении Новгорода «огнём и мечом» остаётся популярной.

## Источники

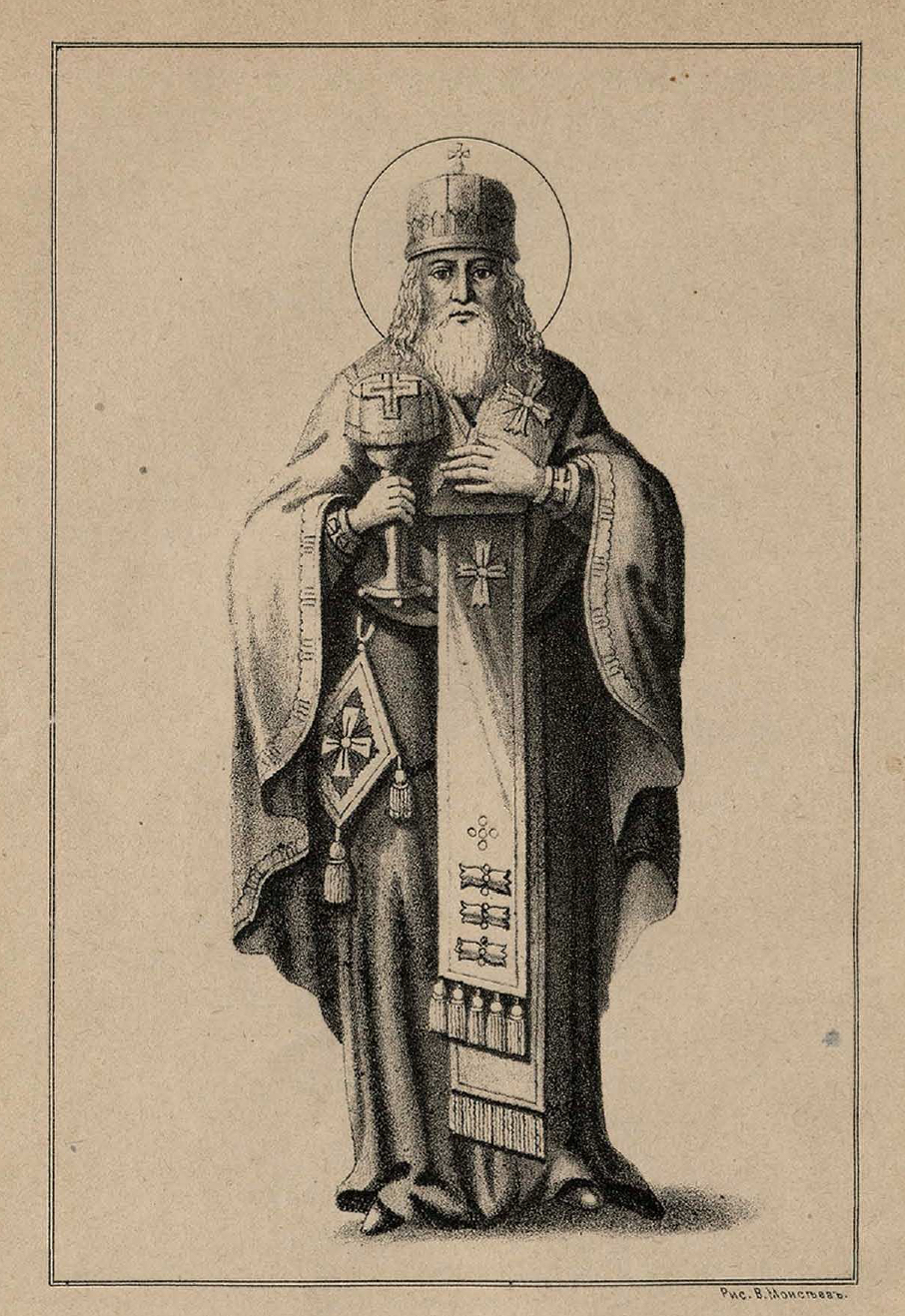
Иоаким Корсунянин, епископ Новгородский

## Предыстория
Предысторией крещения Новгорода стало решение киевского князя Владимира Святославича перейти из язычества в христианство после нескольких неудачно предпринятых языческих «реформ», проведённых с целью объединения союзных племён Древнерусского государства. Первым крещение приняли сам князь и его дружина, затем были уничтожены языческие святилища и капища и организовано массовое крещение киевлян. Новая религия была хорошо знакома киевлянам и многие из них уже были христианами, поэтому всё прошло довольно спокойно. Но Владимир хотел распространить христианство на всю Русь.
В конце X века Новгород был одним из важнейших городов Руси, главным политическим, ремесленным и торговым центром Русского Севера. Новгородская земля представляла собой обширный край, богатый пушниной, лесом, рыбой, залежами железной руды. Её население выплачивало дани и поставляло великим русским князьям воинов для походов.
Из Иоакимовской летописи следует, что обращение новгородцев в христианство прошло в три этапа: 1) сперва было крещено несколько сот человек на Торговой стороне Новгорода; 2) после переправы Добрыни на левый берег Волхова прошло второе крещение новгородцев; 3) и наконец, крестили тех, кто пытался обмануть миссионеров — «поведаху о себе кресчеными были», а сами крещения избежали.

## Подготовка
Ответственную задачу крещения новгородских земель Владимир Святославич поручил своему ближайшему советнику, дяде, а также опытному воеводе Добрыне.
Князь Владимир придавал крещению населения Новгорода особое значение. Он хорошо представлял себе трудности, с которыми придётся столкнуться миссионерам на севере, предвидел заранее, что без вооружённого столкновения там дело не обойдётся и словенского войска Добрыни будет недостаточно, чтобы сломить сопротивление новгородцев. Поэтому он усилил словен Добрыни особым отрядом Путяты, хотя как раз в это время великий князь особенно остро нуждался в воинах для защиты южного пограничья от печенегов.
Поход Добрыни на север имел огромное стратегическое значение. В случае его успеха под великокняжеский контроль попадали не только «северные ворота» Руси, но и вся важнейшая магистраль: Киев — Новгород — Ладога, что обеспечивало нормальное функционирование пути «из варяг в греки». В Восточной Европе был бы создан своеобразный поперечный барьер, отделивший язычников Западной Руси от язычников восточных районов страны. Этот барьер мог стать действенным лишь при условии, что Добрыня обратит в христианство и население, жившее в городах, крепостях и погостах, расположенных вдоль пути Киев — Новгород, укрепит гарнизоны опорных пунктов своими людьми (вероятно, одним из них был новгородский посадник Воробей Стоянович, который, как повествует Иоакимовская летопись, был воспитан при дворе князя Владимира Святославича).

## Малое крещение 990 года
Датировать малое крещение этим годом позволяют исследования большинства историков и археологов, которые также подтверждаются данными Никоновской летописи и археологическими раскопками. Следы пожарищ найдены археологами на Неревском конце (у перекрёстков улиц Холопской и Козмодемьянской с Великой улицей) и на Людином конце в противоположной стороне. Сообщая о крещении новгородцев, летописец далее, под тем же годом, замечает: «Того же лета умножение всяческих плодов бысть…». Действительно, как показывают дендрохронологические исследования Бориса Колчина и Натальи Черных в книге «Дендрохронология восточной Европы», в Новгороде и Пскове на грани 980-х и 990-х годов был только один «пик» роста годичных колец деревьев, и приходился он на 990 год. Годичные кольца 988, 989, 991 и 992 годов выглядят на таблице угнетёнными по сравнению с годичным кольцом 990 года. Следовательно, и проверка даты с помощью дендрохронологии также показывает, что крещение новгородцев было в 990 году.
Крестил Новгород по сообщению Иоакимовской летописи — епископ Иоаким, по версии Никоновской летописи — митрополит Михаил с шестью епископами. Священство сопровождал воевода Добрыня.
Итогом стараний киевских учителей было крещение некоторого числа новгородцев.

## Этапы крещения

### Первый этап
В 991 году христианизация Новгорода была продолжена.
Узнав о приближении Добрыни со значительными силами к городу, язычники собрали вече, на котором постановили — не пускать христианское войско в город и «не дать идолов опровергнуть».
Сопротивление христианизации Новгорода возглавили новгородский тысяцкий Угоняй и высший над жрецами славян волхв Богомил, прозванный за сладкоречие Соловьём, избранные на том же вече. Сопротивление крещению также поддержала и значительная часть новгородской боярской аристократической верхушки и знати, которая боялась потерять влияние и власть в Новгороде.
Подъехав к городу, Добрыня остановился в Славенском конце и предложил креститься, но язычники отказались. Христианские проповедники остались на «торговой стороне, ходили по торжищам и улицам, учили людей, <…> несколько сот окрестив». Но волхв Богомил категорически запрещал народу креститься. Тысяцкий новгородский Угоняй, ездя всюду, кричал: «Лучше нам помрети, неже боги наша дати на поругание». Подстрекаемые Богомилом и Угоняем, язычники первыми перешли к активным действиям, «дом Добрыни разориша, имение разграбиша, жену и неких от сродник его избиша», разбили мост через Волхов и поставили на своём берегу два камнемёта с большим количеством камней: «В Hовеграде людие, …разметавши мост великий, изыдоша с оружием, …и вывесше два порока великие со множеством камения, поставиша на мосту, яко на сусчия враги своя».

### Второй этап
В связи с численным перевесом новгородцы получили бы хороший шанс прогнать Добрыню из города. Для него стало очевидно — если он не хочет долгой войны, атаковать надо сейчас. С наступлением ночи 500 ростовцев воеводы Путяты переправились вниз по Волхову, высадились на левом берегу в Людином конце Софийской стороны, немного выше города, и вступили в Новгород со стороны Перыни. Поскольку они прошли капище, не тронув его, язычники не подняли тревогу. Не теряя времени, Путята отправился ко двору командующего силами язычников Угоняя. Там предводители язычников проводили совет. Все они были схвачены и переправлены к Добрыне. Путята с хорошо обученными и опытными воинами утвердился во дворе Угоняя. Восстание осталось без предводителей, освободить которых не представлялось возможным. Пытаясь исправить положение, новгородцы направили войско числом около 5 тысяч человек на отряд Путяты. Они «оступиша Путятну, и бысть междоими сеча зла». Но всё же единого руководителя не было, и штурм двора тысяцкого получился неорганизованным. Путята же понимал, что язычники распознают обман, и успел подготовиться. Его отряд, пользуясь удобством позиции, грамотно оборонял свой аванпост на западной стороне от многократно превосходящих вооруженных сил новгородцев. В то время, когда одни новгородцы сражались с Путятой, другие — «церковь Преображения Господня разметаша и домы христиан грабляху». Но без поддержки основных войск удерживать двор даже в течение нескольких дней было невозможно. И Добрыня решился на переправу всех своих воинов для поддержки отряда Путяты.

### Третий этап
Замысел киевского воеводы удался, и теперь оставалось лишь грамотно переправить войска, а поскольку язычники были заняты боем с Путятой и погромами, переправа вовсе не охранялась или охранялась малым числом воинов. После беспрепятственной переправы основные киевские войска решили, на всякий случай, всё же не вступать в битву (возможно, к моменту переправы положение Путяты было совсем плохим, и Добрыня не хотел начинать сражение, так как опасался, что в это время язычники захватят выгодную боевую позицию — двор Угоняя), а решить дело более простым способом. Сражение происходило на территории Новгорода, и Добрыне за свой дом опасаться было незачем — он был разорён и разграблен, а вот новгородцы, то и дело, оборачивались на свои жилища. Добрыня приказал поджечь дома на западной стороне. Пламя быстро расходилось по деревянному городу и затронуло дома многих жителей. Подавляющее их большинство бросилось спасать своё имущество, семью, где ещё можно было — дома. Таким образом Добрыня снял осаду Путяты, а новые новгородцы, оставшись без воинов, попросили у воеводы мира.

## Великое крещение 991 года
Добрыня принял предложение новгородцев-язычников, перестал поджигать дома и разрешил тушить уже подожжённые. После было собрано вече, на котором обсудили условия мировой. Новгородцы разрешали проповедовать христианство и строить церкви в городе, но креститься упорно не желали. Так, новгородский посадник Воробей Стоянович несколько дней подряд обходил городские рынки и «паче всех увесча». В результате опять крестилось небольшое количество людей. Затем последовал категорический приказ Добрыни, обязывающий всех жителей Новгорода принять христианство. Крестить некоторых новгородцев пришлось насильно, с помощью войск, контролировавших город («идоша мнози (креститься), а не хотясчих креститися воини влачаху и кресчаху, мужи выше моста, а жены ниже моста»). Кроме того, для полного искоренения язычества и создания условий, чтобы новая вера прижилась, необходимо было разрушить капища, и прежде всего главную святыню новгородцев — храм Перуна (Перынь).

### Разрушение Перыни
Воины киевского воеводы подвергли капище разорению, а идол Перуна, так же как в Киеве, сняли со своего места и поволокли к реке, при этом ударяя палками. Сбросив изваяние в Волхов, Добрыня запретил вытаскивать свергнутого кумира на берег. Участь главного идола разделили и другие языческие святилища. Из-за такого отношения к древней святыне в Новгороде был настоящий траур. Мужи и жёны, видевшие то, с воплем великим и слезами просили за них, как за настоящих их богов. Добрыня же, насмехаясь, им вещал: «Что, безумные, сожалеете о тех, которые себя оборонить не могут, какую пользу вы от них можете надеяться получить?».
Свержение Перуна, в отличие от Киева, осталось в памяти новгородцев. С ним связывают несколько легенд. Согласно одной из них, идол Перун, уплывая по Волхву, разговаривал и даже закинул на берег палицы, завещая новгородцам решать все свои споры с их помощью. Эти палицы, по мнению академика Валентина Янина, потом хранились в церкви Святых Бориса и Глеба, пока их не сжёг патриарх Никон. Вплоть до XVII века держалось поверье, что постоянные схватки на Великом мосту между Софийской и Торговой сторонами города, принимавшие нередко кровавый характер, были своеобразным наказанием Перуна новгородцам за их неверность.

### Крещение Новгорода
После разрушения капищ некоторые язычники, не желавшие предавать своих богов, стали выдавать себя за уже крещённых, а поскольку познания в вере, что у недавно крещённого, что у некрещённого были одинаково скудны и проверить их было невозможно, Добрыня для отличия велел выдавать крестившимся крестики, которые обязаны были носить все православные христиане. Тем, кто не хотел надевать нательный крестик, «не верити и крестити» (нательные кресты были в употреблении в то время только на Руси, и сказание Иоакимовской летописи дало возможное объяснение этому специфическому обычаю).

## Итоги
По мнению некоторых исследователей, важнейшим итогом крещения стало подчинение Новгорода власти киевского князя, который временно вышел из подчинения Киева из-за ранее проведённых князем Владимиром «языческих» реформ.
Вторым по значению итогом было утверждение христианства в самом городе и землях, подвластных Новгороду и учреждение Новгородской епархии. Немаловажное значение имело и уничтожение памятников языческой культуры в этих местах.
По мнению историка Игоря Фроянова, в Новгороде ещё до официального акта крещения имелись Преображенская церковь и христианская община, о чём известно из Иоакимовской летописи. Предположительно, новгородцы-язычники мирно уживались с христианами и терпимо относились к христианству. Ожесточённое сопротивление крещению возникло оттого, что оно осуществлялось по велению Киева и, следовательно, являлось инструментом укрепления киевского господства, тягостного для Новгородской земли. Согласно Фроянову, борьба в Новгороде того времени была борьбой не только религиозной, но и политической, а точнее — не столько религиозной, сколько политической, в конечном счёте — межплеменной. В сущности, их борьба была антикиевской, а не антихристианской, и сводить её только к движению против насильственного обращения в христианскую веру неправомерно. Эту точку зрения разделяют практически все учёные, которая подтверждается также и археологическими данными.
Борьба началась не стихийно, но организованно, с вечевого решения («учиниша вече»). Это было сопротивление всей новгородской общины, сплотившейся перед лицом угрозы усиления господства Киева над собой. Очаг противодействия крещению, по мнению Аполлона Кузьмина, «скрывался на Софийской стороне, то есть там, где находились главные административные, управленческие центры города. Сопротивление возглавил сам тысяцкий — высшее должностное лицо, представляющее институт самоуправления».
Вскоре после крещения в Новгороде были построены два христианских храма — каменная церковь праведных Иоакима и Анны и деревянный тринадцатиглавый кафедральный собор святой Софии над Волховом. Обе постройки не сохранились до настоящего времени. Деревянный Софийских храм сгорел 4 марта 1049 года. За четыре года до этого, в 1045 году, в Новгороде начал возводиться новый каменный храм святой Софии, который должен был стать главным городским собором.
После крещения населения Новгорода язычники уже не могли играть важной роли в жизни Новгородской области. Чтобы занимать в новгородском феодальном обществе, построенном по иерархическому принципу, какие-либо значительные посты, нужно было быть христианином.
Принятие христианства вторым по значению городом Руси стало крупной победой религиозной политики князя Владимира. Эта победа открывала новые возможности для дальнейшего проникновения христианства на остальную территорию Древнерусского государства и закрепления его там в качестве официальной религии.
В Иоакимовской летописи говорилось: «Путята крестил мечом, а Добрыня огнём».

## Комментарии
1. 1 2  Языческая «реформа» Владимира оказалась неудачной, как и предшествующие ей попытки провозгласить Перуна верховным божеством всех восточных славян. Главной причиной тому являлась историческая необратимость разложения родоплеменного строя, что делало неизбежным падение союза союзов племён под гегемонией Киева. Признаки распада союзной организации проявились во второй половине X века достаточно определенно. Кроме того, в самой «реформе» заключались изъяны, препятствовавшие достижению поставленной цели. Основной из них — верховенство Перуна над остальными богами. Перунов культ пришлось навязывать союзным племенам, в результате чего языческая «реформа», проводимая из Киева, вылилась в религиозное насилие «Русской земли» над словенами, кривичами, радимичами, вятичами и пр., что вызвало волну антикиевских выступлений. «Заратишася вятичи, — читаем в летописи под 982 г., — и поиде на ня Володимир и победи я второе». В 984 году Владимир воюет с радимичами. Следовательно, вместо единения «реформа» привела к раздорам и обострению отношений Киева с подвластными ему племенами. Тогда Владимир обращается к христианству. — см. Фроянов И. Я. Древняя Русь IX—XIII веков. Народные движения. Княжеская и вечевая власть. — М.: Русский издательский центр, 2012 — ISBN 978-5-4249-0005-1 стр.52-53
2. ↑  Воробей Стоянович — вероятный родоначальник древнего боярского рода Воробьёвых, потомки которого с начала XIV до середины XV века являлись вотчинниками знаменитых московских Воробьёвых гор.
3. ↑  Иоакимовская летопись не говорит, откуда был родом Воробей Стоянович, из Киева или Новгорода.
4. ↑  Академик Рыбаков Б. А. также согласен с этим годом крещения Новгорода — см. его предисловие к книге Рапова О. М. Русская церковь в IX — первой трети XII в. Принятие христианства. — М.: Русская панорама, 1998 — ISBN 5-93165-004-0
5. ↑  В конце X в. в Новгороде построены первые после крещения церкви — деревянный собор св. Софии и храм святых Иоакима и Анны, посвящение которого связано с именем первого новгородского епископа — Иоакима. — см. Янин В. Л. Очерки истории средневекового Новгорода. — М.: Языки славянских культур, 2008 — ISBN 978-5-9551-0256-6
6. ↑  Так или иначе, главное языческое божество (Перун), противостоявшее организационно церкви, не имело прочных корней ни у населения, ни у жречества. Когда же княжеское окружение отказалось от него, оно не могло стать знаменем сколько-нибудь массовых антихристианских движений. Во всяком случае, проявлений религиозного фанатизма мы нигде не видим. Правда, в Новгороде смена религий произошла труднее, нежели в Киеве. Но и за этим стоял не столько фанатизм, сколько традиционный политический сепаратизм Новгорода. В других местах держались язычества, но не обязательно Перуна. — см. Кузьмин А. Г. Падение Перуна. Становление христианства на Руси. — М.: Молодая гвардия, 1988. — ISBN 5-235-00053-6 — С. 186.